# کالین چندلر
کالین چندلر (انگلیسی: Colin Callender؛ زادهٔ مه ۱۹۵۲ میلادی) تهیه‌کننده تلویزیونی و مدیر اجرایی تولید اهل بریتانیا است.
از فیلم‌ها یا مجموعه‌های تلویزیونی که وی در آن‌ها نقش داشته‌است، می‌توان به دراکولا، متصدی لباس، عروسی یونانی پرریخت‌وپاش و بزرگ من، فیل، ماریا سرشار از برکت، آخرین روزها، ازدست‌رفته، همراهان خانه‌ای در علف‌زار، هزارتوی پن، زندگی گلگون، فرشتگان در آمریکا، سقوط امپراتوری، نسل‌کشی، جان آدامز، اقیانوس آرام، اگر این دیوارها می‌توانستند صحبت کنند، برای عشق یا کشور: داستان آرتورو ساندووال، اگر این دیوارها می‌توانستند صحبت کنند ۲، بایکوت، زنده از بغداد، راهی به‌سوی جنگ، چیمریکا، تب، دیروز، زندگی و مرگ پیتر سلرز، فرشته‌های آرواره آهنین، دختری در کافه، گاهی اوقات در آوریل، پلوتونیم-۲۳۹، هر طور شما دوست دارید، بازشماری، تمپل گراندین، مادام سوشاتسکا و شاه لیر اشاره نمود.
وی همچنین برندهٔ جوایزی همچون شوالیه شده‌است.